# Bathybahamas charlenae
Bathybahamas charlenae är en ringmaskart som beskrevs av Pettibone 1985. Bathybahamas charlenae ingår i släktet Bathybahamas och familjen Polynoidae. Inga underarter finns listade i Catalogue of Life.